# SILA 450C

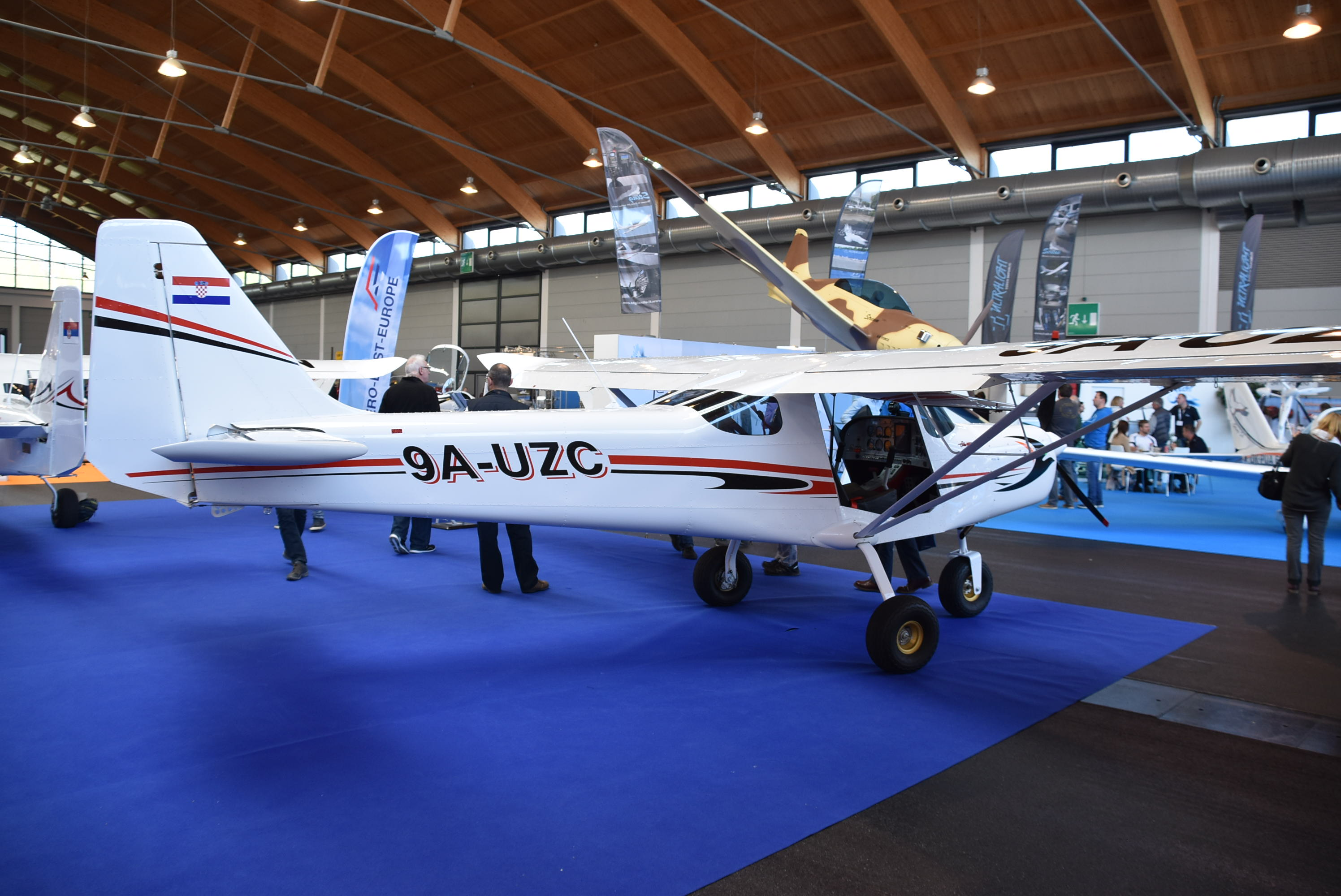
SILA 450C auf der AERO2016 in Friedrichshafen

Die SILA 450C ist ein einmotoriges Ultraleichtflugzeug des serbischen Herstellers Aero East Europe Sila.

## Geschichte
Die Produktion begann in Serbien 2006 und die kostengünstigen Maschinen fanden zunächst Anklang in den Balkanländern. Die Musterzulassung für den deutschen Luftraum erhielten die SILA 450C im Jahr 2013. Der Name SILA steht für Serbish Industry of Light Aircraft.

## Beschreibung
Das Flugzeug ist ein zweisitziger abgestrebter Schulterdecker aus Aluminium mit Landeklappen, Winglets und starrem Dreibeinfahrwerk mit verkleideten Rädern. Das maximale Startgewicht liegt unter 450 kg. Die Flügelspannweite beträgt 9,4 m bei einer Fläche von knapp 12 m² mit Landeklappen. Drei Motorvarianten stehen zur Verfügung, der Rotax 912-UL mit 80 PS (60 kW), der Rotax 912-ULS mit 100 PS (75 kW) oder der Rotax 914 Turbo mit 115 PS (86 kW). Die Flugzeuge sind mit einem Rettungssystem von Junkers ausgestattet.

## Verwendung
Das Flugzeug wird als Sport- und Reiseflugzeug aber auch häufig als Schulflugzeug eingesetzt. Es dient außerdem zum Schleppen von Segelflugzeugen oder für Bannerwerbung. Es gibt eine Variante als Leichtflugzeug SILA 750 mit höherer Motorleistung und 750 kg Höchstabfluggewicht.

## Technische Daten
- Spannweite: 9,4 m
- Flügelfläche: 11,94 m²
- Länge: 6,3 m
- Leergewicht: 291 kg
- Bruttogewicht: 472,5 kg
- Treibstoffkapazität: 100 Liter
- Triebwerk: 1 × Rotax 912/14 mit 80, 100 oder 115 PS
- Propeller: 3-Blatt Fest- oder Verstellpropeller, 1,7 m
- Höchstgeschwindigkeit: 220 km/h
- Reisegeschwindigkeit: 170 km/h
- Stallgeschwindigkeit: 55 km/h
- Steiggeschwindigkeit: 5,6 m/s
- Tragflächenbelastung: 39,57 kg/m²